# La mujer del puerto
La mujer del puerto ist ein mexikanischer Film aus dem Jahr 1933, bei dem Arcady Boytler Regie führte. Das Melodram erzählt die Geschichte von Rosario, die zur Prostituierten wird und, nachdem sie mit ihrem Bruder Sex hatte, Selbstmord begeht. Der Film wird als einer der wichtigsten des Mexikanischen Films angesehen, der eine eigene mexikanische Bildsprache entwickelte. Von dem Film wurden 1949 und 1991 Neuverfilmungen gedreht.

## Handlung
Die junge Frau Rosario wird von ihrem Geliebten verführt. Dieser streitet sich kurze Zeit später mit ihrem Vater, den sie tot auffindet, als sie nach Hause kommt. Einige Zeit später ist Rosario eine Prostituierte in Veracruz. Der Seemann Alberto verteidigt sie, als sie von einem Betrunkenen belästigt wird. Rosario nimmt ihn daraufhin mit auf ihr Zimmer und die beiden haben Sex. Als sie sich nach dem Akt unterhalten, finden Rosario und Alberto heraus, dass sie Bruder und Schwester sind. Beide sind darüber schockiert – Rosario sogar so sehr, dass sie Selbstmord begeht, indem sie sich in das Meer stürzt.

## Hintergrund
La mujer del puerto basiert auf einer Kurzgeschichte von Guy de Maupassant. Der Film wurde von Eurindia Films produziert und in den Vereinigten Staaten von Cinexport Distributing im Jahr 1936 vertrieben, jedoch nur auf Spanisch. Den internationalen Verleih übernahm Columbia Pictures im Jahr 1934. Der Film wurde von Lut Alba als der erste mexikanische Film bezeichnet, der als exzellent angesehen werden könnte. Carlos Monsiváis sah in ihm den ersten wirklich mexikanischen Film mit einer besonderen Intensität. Der Kritiker und Filmemacher Tomás Pérez Turrent machte in La mujer del puert den Einfluss des expressionistischen Films aus Deutschland aus, wie aber auch den von Jacques Feyder und Georges Lacombe.
Von La mujer del puerto gibt es zwei Remakes. In der 1949er Version begehen Rosario und Alberto aber nicht wirklich Inzest. Die Version von 1991, bei der Arturo Ripstein Regie führte, geht freier mit der Vorlage um, die nun aus verschiedenen Blickwinkeln erzählt wird.